# Jean-Michel Cousteau

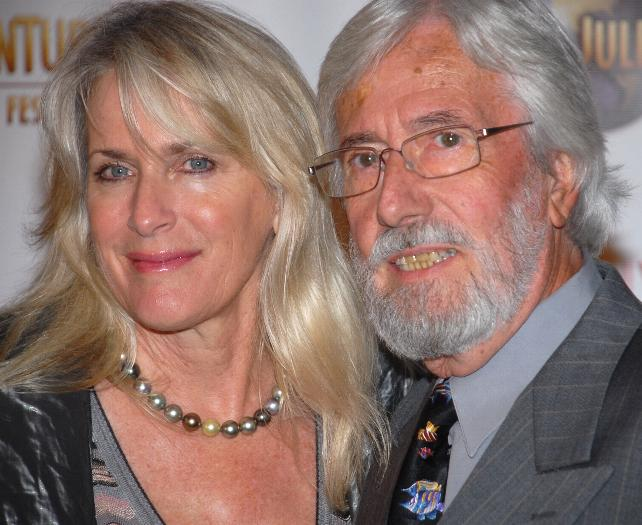
Cousteau (dreapta) cu soția sa Nancy Marr în decembrie 2007

Jean-Michel Cousteau (n. 6 mai 1938, Toulon, Franța) este un explorator oceanografic francez, cercetător al mediului și conservaționist, educator și producător de filme documentare.
Este primul fiu al exploratorului Jacques Cousteau și tatăl lui Fabien Cousteau și Céline Cousteau.